# Anthicus antiochensis
Anthicus antiochensis är en skalbaggsart som beskrevs av Werner 1975. Anthicus antiochensis ingår i släktet Anthicus och familjen kvickbaggar. Inga underarter finns listade i Catalogue of Life.